# Bernard Auguste Journu
Pour les autres membres de la famille, voir Famille Journu.
Bernard Auguste Journu, baron de Saint-Magne, (11 décembre 1789, Bordeaux - 2 avril 1854, Bordeaux), est un négociant et homme politique français. Il fut député monarchiste de la Gironde, de 1849 à 1851.

## Biographie
Descendant d'une famille qui a connu une ascension financière remarquable au XVIIIe siècle, il est le fils d'Antoine-Auguste Journu, et le neveu de Bernard Journu-Auber, tous deux armateurs et négriers au sein de la maison Journu Frères.
Bernard-Auguste devient négociant en vins à Bordeaux, administrateur du dépôt de mendicité de 1827 à 1852 et membre de la commission des hospices en 1828. Il est porté par les monarchistes de son département candidat à l'Assemblée législative dans le département de la Gironde, le 13 mai 1849, et est élu représentant.
Journu vote avec la majorité antirépublicaine : pour l'expédition de Rome, pour la loi Falloux-Parieu sur l'enseignement, pour la loi restrictive du suffrage universel, etc., et quitte la vie politique en 1851.
Le 20 mai 1817, il épouse la sœur de Jean-Élie Gautier, député de la Gironde sous la Restauration et pair de France et ministre des Finances sous Louis-Philippe. Il a de ce mariage une fille, épouse Joseph Alexandre de Clouet de Piettre, comte de La Fernandina et vicomte de Jagua, et un fils, Jean-Paul-Auguste Journu.
En 1824 il rachète l'hôtel Dublan situé cours Clemenceau.
En 1826, dans le cadre de l'Indemnisation par la république d'Haïti des anciens propriétaires français d'esclaves, Bernard Auguste Journu touche la somme de 853 Francs or.

### Sources
- « Bernard Auguste Journu », dans Adolphe Robert et Gaston Cougny, Dictionnaire des parlementaires français, Edgar Bourloton, 1889-1891 [détail de l’édition]